# Lindsaea imrayana
Lindsaea imrayana là một loài dương xỉ trong họ Lindsaeaceae. Loài này được Perez mô tả khoa học đầu tiên năm 1928.
Danh pháp khoa học của loài này chưa được làm sáng tỏ. 